# 신비의 체험
《신비의 체험》(영어: Weird Science)은 미국에서 제작된 1985년 청춘 과학 판타지 코미디 영화이다. 존 휴스가 각본과 연출을 맡고, 조엘 실버 등이 제작에 참여하였으며, 앤서니 마이클 홀, 일란 미첼스미스, 켈리 러브록 등이 출연하였다.

## 줄거리
외톨이인 게리와 와이엇은 자신들을 괴롭히는 상급생 운동 선수 이언과 맥스의 여자친구인 치어리더 데브와 힐리에게 각각 반해 있다. 게리는 영화 프랑켄슈타인에서 영감을 받아 와이엇의 컴퓨터로 가상의 여성을 창조하여 여성들과의 관계에 대해 배움을 얻기로 한다.
이들은 컴퓨터에 이상형 정보를 입력하고 정부 컴퓨터 시스템을 해킹해 더 많은 전기를 끌어들인 뒤 패션 인형에 전극을 연결한다. 최종 실행에 들어가자 집 안과 인근에 각종 이상 현상이 발생하더니 똑똑하고 아름다우며 현실을 마음껏 뒤틀 수 있는 초능력을 지닌 여성 리사가 나타난다. 리사는 주눅이 들어 있는 너드 게리와 와이엇에게 자신감을 길러주기 위해 다양한 소동을 벌인다. 

## 출연진
- 앤서니 마이클 홀 - 게리 월리스 역
- 일란 미첼스미스 - 와이엇 도널리 역
- 켈리 러브록 - 리사 역
- 빌 팩스턴 - 쳇 도널리 역
- 수잰 스나이더 - 데브 역
- 주디 에런슨 - 힐리 역
- 로버트 다우니 주니어 - 이언 역
- 로버트 러슬러 - 맥스 역
- 버넌 웰스 - 로드 제너럴 역
- 브릿 리치 - 앨 월리스 역
- 마이클 베리먼 - 돌연변이 바이커 역
- 존 캐펄로스 - 디노 역